# Mergulhão-tricolor
O mergulhão-tricolor (Tachybaptus tricolor) é uma ave da família Podicipedidae, por vezes considerado uma subespécie do mergulhão-pequeno. A espécie é nativa do Sueste Asiático e da Australásia.

## Taxonomia
São reconhecidas as seguintes subespécies:
- Tachybaptus (ruficollis) vulcanorum (Rensch, 1929): Celebes, Molucas Setentrionais e Nova Guiné
- Tachybaptus (ruficollis) tricolor (Gray, 1861): Java, Timor, Pequenas Ilhas da Sonda, nordeste da Nova Guiné e Ilha Bougainville.
- Tachybaptus (ruficollis) collaris (Mayr, 1945): Ilhas Salomão